# Rusty Cooley
Rusty Cooley (ur. 27 kwietnia 1970 w Houston w stanie Teksas) – amerykański muzyk i kompozytor. wirtuoz gitary. Cooley naukę gry na gitarze rozpoczął w wieku piętnastu lat, wkrótce potem udzielał lekcji gry na gitarze. W 1997 roku założył grupę muzyczną Outworld z którą nagrał debiutancki album Outworld wydany w 2006 roku. W 2003 roku ukazał się pierwszy solowy album gitarzysty pt. Rusty Cooley. W 2009 roku zagrał gościnnie na solowym albumie klawiszowca Dereka Sheriniana pt. Molecular Heinosity. W 2015 roku muzyk odrzucił propozycję dołączenia do zespołu thrash metalowego Megadeth. Cooley umotywował swą decyzję brakiem możliwości rozwoju artystycznego w grupie.
Cooley jest również autorem filmów instruktażowych dla gitarzystów, występuje również podczas warsztatów w Stanach Zjednoczonych. Muzyk był wieloletnim użytkownikiem gitar firmy Ibanez, później związał się z firmą Dean, która produkuje dziesięć różnych modeli, sygnowanych przez niego gitar.

## Instrumentarium
Gitary
| - Dean USA Rusty Cooley RC8 Flame Top - Oil Finish - Dean USA Rusty Cooley RC7 Quilt Top - Oil Finish - Dean USA Rusty Cooley RC7 Maple Mahogany - Dean USA Rusty Cooley 8 String Xenocide - Dean USA Rusty Cooley 8 String Fan Fret CBKD |  | - Dean USA Rusty Cooley 7 String Xenocide - Dean Rusty Cooley 7 String - Wraith - Dean Rusty Cooley 7 String - Skullz - Dean Rusty Cooley 7 String - Metallic Black M - Dean Rusty Cooley - 6 String Xenocide E |

## Dyskografia
Albumy solowe
- Rusty Cooley (2003, Lion Music)

Pozostałe
- Book of Reflections - Book of Reflections (2004, MCD, Lion Music)
- Outworld - Outworld (2006, Replica Records)[9]
- Rogosonic - Leave The World Alone (2006, wydanie własne, gościnnie gitara)
- All Shall Perish - Awaken the Dreamers (2008, Nuclear Blast, gościnnie gitara)
- Austrian Death Machine - Double Brutal (2009, Metal Blade Records, gościnnie gitara)
- Derek Sherinian - Molecular Heinosity (2009, InsideOut Music, gościnnie gitara)
- The Sean Baker Orchestra - Baker's Dozen (2009, Lion Music, gościnnie gitara)
- After the Burial - In Dreams (2010, Sumerian Records, gościnnie gitara)
- Michael Angelo Batio - Intermezzo (2013, M.A.C.E., gościnnie gitara)[10]
- Rings of Saturn - Lugal Ki En (2014, Unique Leader Records, gościnnie gitara)[11]
- George Kollias - Invictus (2015, Season of Mist, gościnnie gitara)

## Wideografia
- Shred Guitar Manifesto (2000, DVD, Chops From Hell)
- Extreme Pentatonics (2001, DVD, Chops From Hell)
- The Art of Picking (2001, DVD, Chops From Hell)
- Rusty Cooley Performance/Clinic (2003, DVD, Chops From Hell)
- Rusty Cooley Performance/Clinic 2 (2003, DVD, Chops From Hell)
- Basic Training (2007, DVD, Chops From Hell)
- Rusty Cooley Fret Board Autopsy - Scales, Modes & Patterns Level 1 (DVD, 2008, Rock House Method)
- Rusty Cooley, Fret Board Autopsy - Scales, Modes & Patterns Level 2 (DVD, 2008, Rock House Method)
- Arpeggio Madness: Insane Concepts & Total Mastery (DVD, 2011, Rock House Method)